# Campionati italiani assoluti di scherma del 2001
I Campionati italiani assoluti di scherma del 2001 sono stati organizzati dalla Federazione Italiana Scherma e si sono svolti a Livorno in Toscana.
Nel fioretto, si sono aggiudicati i titoli dei campionati italiani Giuseppe Pierucci, alla sua prima affermazione tra gli uomini, e Valentina Vezzali (9º titolo nazionale).
Nella spada Alfredo Rota ha vinto tra gli uomini il suo terzo titolo, mentre tra le donne c'è stato il primo successo di Silvia Rinaldi.
Nella sciabola Aldo Montano ha vinto il titolo nazionale maschile, mentre Ilaria Bianco quello femminile, entrambi alla loro prima affermazione.
Nei campionati italiani a squadre maschili il Centro Sportivo Carabinieri ha vinto il titolo nazionale in tutte e tre le specialità.
Nei campionati italiani a squadre femminili il Gruppo Sportivo Forestale ha vinto il suo primo titolo sia nel che nella spada; la squadra U.S. Pisascherma ha infine vinto nella sciabola.

## Podi

### Uomini
| Specialità  | Oro                                                                    | Argento                           | Bronzo                     |
| Individuali |                                                                        |                                   |                            |
| Fioretto    | Giuseppe Pierucci                                                      | -                                 | Simone Vanni -             |
| Spada       | Alfredo Rota                                                           | Diego Confalonieri                | -                          |
| Sciabola    | Aldo Montano                                                           | Luigi Tarantino                   | Andrea Aquili -            |
| A squadre   |                                                                        |                                   |                            |
| Fioretto    | Carabinieri Giuseppe Pierucci Salvatore Sanzo -                        | Fiamme Oro Simone Vanni -         | -                          |
| Spada       | Carabinieri Alfredo Rota Diego Confalonieri -                          | Fiamme Oro Francesco Martinelli - | -                          |
| Sciabola    | Carabinieri -Carlo Fornario -Alessandro Cavaliere -Raffaello Caserta - | -                                 | Fiamme Oro Andrea Aquili - |

### Donne
| Specialità  | Oro                                                           | Argento                                         | Bronzo                                                      |
| Individuali |                                                               |                                                 |                                                             |
| Fioretto    | Valentina Vezzali                                             | Giovanna Trillini                               | Frida Scarpa Claudia Pigliapoco                             |
| Spada       | Silvia Rinaldi                                                | Margherita Zalaffi                              | -                                                           |
| Sciabola    | Ilaria Bianco                                                 | Gioia Marzocca                                  | Alessia Tognolli -                                          |
| A squadre   |                                                               |                                                 |                                                             |
| Fioretto    | Forestale Giovanna Trillini Frida Scarpa -                    | -                                               | Fiamme Oro Valentina Vezzali Margherita Zalaffi Elisa Uga - |
| Spada       | Forestale -                                                   | Fiamme Oro Elisa Uga Margherita Zalaffi -       | -                                                           |
| Sciabola    | U.S. Pisascherma Ilaria Bianco Annalisa Picichero Elisa Vanni | C.N. Posillipo Gioia Marzocca Irene Di Transo - | -                                                           |